# Церковь Рождества Пресвятой Богородицы Киево-Печерской лавры

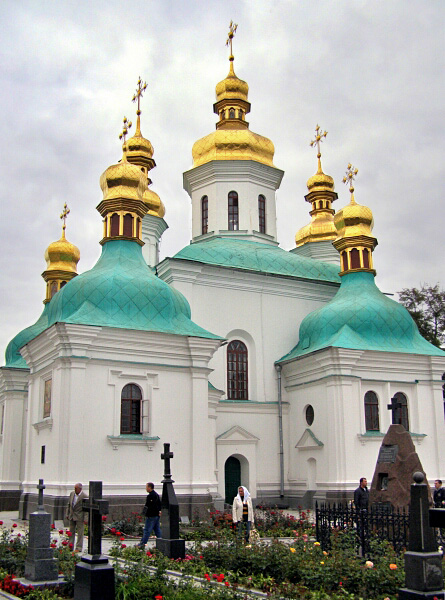
Внешний вид церкви (2009 год)

Церковь Рождества Пресвятой Богородицы — памятник архитектуры XVII века в стиле казацкого барокко. Находится на территории Киево-Печерской лавры рядом с Дальними пещерами. В настоящее время является храмом Киевской духовной академии и семинарии.
Адрес: г. Киев, ул. Лаврская, 21.

## История и архитектура
Церковь Рождества Пресвятой Богородицы была построена в 1696 году на месте деревянной.
Сначала церковь была трёхкупольной, трёхкамерной, что характерно для церковной деревянной архитектуры Киева того времени. В 1767 году ко всем четырём углам храма были сделаны пристройки, над которыми дополнительно установлены четыре декоративные бани, которые значительно обогатили силуэт церкви. Стены храма на углах и алтарной апсиде украшены пилястрами, которые вверху переходят в составной профилированный карниз. Портал оформлен колонками коринфского ордера.
Деревянный иконостас выполнен в 1784 году в стиле рококо. Он имел серебряные нарезные царские врата массой более двух пудов работы мастера Г. Чижевского. На их позолоту пошло 66 червонцев. Сейчас эти царские врата находятся в «Коллекции Гилбертов» лондонского музея «Сомерсет хаус».

## Живопись Церкви
Церковь украшали живописью несколько раз. Первые росписи храма не сохранились. В 1817 году Киевский художник Иван Квятковский расписал храм, но во время Великой Отечественной войны росписи были сильно повреждены. В 1966—1970 годах церковь была полностью отреставрирована по проекту архитектора И. Макушенко, живопись полностью переписана современными мастерами.